# Filmografia di Looney Tunes e Merrie Melodies (1930-1939)
Questa è una lista di tutti i cortometraggi d'animazione distribuiti dalla Warner Bros. con le insegne Looney Tunes e Merrie Melodies tra il 1930 e il 1939. Negli anni trenta furono distribuiti in totale 270 cortometraggi.
La serie fu preceduta da Bosko, the Talk-Ink Kid, un cortometraggio in tecnica mista con protagonista un personaggio di nome Bosko. Il film fu prodotto nel maggio del 1929, diretto da Hugh Harman e Rudolf Ising e mostrato dai due a vari distributori. Nel film, Ising disegna Bosko, che prende vita, parla, canta, balla e suona il piano prima che l'animatore lo risucchi nella sua penna e lo riversi nel calamaio. Bosko esce dalla bottiglia e promette di tornare.

## 1930
Tutti i corti sono Looney Tunes con protagonista Bosko e sono tutti diretti e prodotti da Hugh Harman e Rudolf Ising.
| Titolo originale       | Titolo italiano             | Co-protagonista | Data di uscita    |
| ---------------------- | --------------------------- | --------------- | ----------------- |
| Sinkin' in the Bathtub | Bruscolo prende un bagno    | Honey           | 19 aprile 1930    |
| Congo Jazz             | Bruscolo alla caccia grossa |                 | 26 luglio 1930    |
| Hold Anything          | Bruscolo e la dattilografa  | Honey           | 9 agosto 1930     |
| The Booze Hangs High   | Bruscolo alla fattoria      |                 | 20 settembre 1930 |
| Box Car Blues          | Il treno di Bruscolo        |                 | 18 ottobre 1930   |
| Big Man from the North | Bruscolo nell'Alaska        | Honey           | 22 novembre 1930  |
| Ain't Nature Grand!    | Bruscolo ama la pesca       |                 | 13 dicembre 1930  |

## 1931
Quest'anno segna il debutto della serie Merrie Melodies. Tutti i corti Merrie Melodies sono diretti da Rudolf Ising, mentre tutti i corti Looney Tunes dopo The Tree's Knees sono diretti da Hugh Harman.
| Titolo originale                      | Titolo italiano                  | Serie | Personaggi    | Data di uscita    |
| ------------------------------------- | -------------------------------- | ----- | ------------- | ----------------- |
| Ups 'n Downs                          |                                  | LT    | Bosko         | 26 aprile 1931    |
| Dumb Patrol                           | Bruscolo aviatore                | LT    | Bosko, Honey  | 30 maggio 1931    |
| Yodeling Yokels                       | Bruscolo alpinista               | LT    | Bosko, Honey  | 13 giugno 1931    |
| Bosko's Holiday                       | Le vacanze di Bruscolo           | LT    | Bosko, Honey  | 18 luglio 1931    |
| The Tree's Knees                      |                                  | LT    | Bosko         | 25 luglio 1931    |
| Lady, Play Your Mandolin!             |                                  | MM    | Foxy, Roxy    | 2 agosto 1931     |
| Smile, Darn Ya, Smile!                | Sorridi, devi sorridere!         | MM    | Foxy, Roxy    | 5 settembre 1931  |
| Bosko Shipwrecked!                    | Bruscolo e gli ottentotti        | LT    | Bosko         | 19 settembre 1931 |
| One More Time                         | Un'altra volta                   | MM    | Foxy, Roxy    | 3 ottobre 1931    |
| Bosko the Doughboy                    |                                  | LT    | Bosko         | 17 ottobre 1931   |
| You Don't Know What You're Doin'!     | Non sai quello che stai facendo! | MM    | Fluffy, Piggy | 21 ottobre 1931   |
| Bosko's Soda Fountain                 |                                  | LT    | Bosko         | 14 novembre 1931  |
| Hittin' the Trail for Hallelujah Land |                                  | MM    | Fluffy        | 28 novembre 1931  |
| Bosko's Fox Hunt                      | Bruscolo alla caccia della volpe | LT    | Bosko, Bruno  | 12 dicembre 1931  |
| Red-Headed Baby                       | La bambola dai capelli rossi     | MM    |               | 26 dicembre 1931  |

## 1932
Tutti i corti sono diretti da Harman o Ising.
| Titolo originale                      | Titolo italiano                          | Serie | Personaggi                  | Data di uscita    |
| ------------------------------------- | ---------------------------------------- | ----- | --------------------------- | ----------------- |
| Bosko at the Zoo                      |                                          | LT    | Bosko, Honey                | 9 gennaio 1932    |
| Pagan Moon                            | Danza fra i palmizi                      | MM    |                             | 31 gennaio 1932   |
| Battling Bosko                        |                                          | LT    | Bosko, Honey                | 6 febbraio 1932   |
| Freddy the Freshman                   | Freddy la matricola                      | MM    |                             | 20 febbraio 1932  |
| Big-Hearted Bosko                     |                                          | LT    | Bosko, Bruno                | 5 marzo 1932      |
| Crosby, Columbo, and Vallee           |                                          | MM    |                             | 19 marzo 1932     |
| Bosko's Party                         |                                          | LT    | Bosko, Honey, Wilbur        | 2 aprile 1932     |
| Goopy Geer                            | Goopy il musicista                       | MM    | Goopy Geer                  | 16 aprile 1932    |
| Bosko and Bruno                       |                                          | LT    | Bosko, Bruno                | 30 aprile 1932    |
| It's Got Me Again!                    | Mi ha preso ancora!                      | MM    |                             | 14 maggio 1932    |
| Moonlight for Two                     |                                          | MM    | Goopy Geer                  | 11 giugno 1932    |
| Bosko's Dog Race                      | Bruscolo e la corsa dei cani             | LT    | Bosko, Bruno, Honey         | 25 giugno 1932    |
| The Queen Was in the Parlor           | Il buffone del castellano                | MM    | Goopy Geer                  | 9 luglio 1932     |
| Bosko at the Beach                    | Bruscolo in riva al mare                 | LT    | Bosko, Bruno, Honey, Wilbur | 23 luglio 1932    |
| I Love a Parade                       | Il leone e le pulci                      | MM    |                             | 6 agosto 1932     |
| Bosko's Store                         |                                          | LT    | Bosko, Honey, Wilbur        | 13 agosto 1932    |
| Bosko the Lumberjack                  | Bruscolo legnaiuolo                      | LT    | Bosko, Honey                | 3 settembre 1932  |
| You're too Careless With Your Kisses! | Sei troppo sconsiderato con i tuoi baci! | MM    |                             | 10 settembre 1932 |
| Ride Him, Bosko!                      |                                          | LT    | Bosko, Honey                | 17 settembre 1932 |
| I Wish I Had Wings                    | Vorrei avere le ali                      | MM    |                             | 15 ottobre 1932   |
| Bosko the Drawback                    | Sfida al rugby                           | LT    | Bosko, Honey                | 22 ottobre 1932   |
| A Great Big Bunch of You              | Un'enorme quantità di te                 | MM    |                             | 12 novembre 1932  |
| Bosko's Dizzy Date                    |                                          | LT    | Bosko, Bruno, Honey, Wilbur | 19 novembre 1932  |
| Three's a Crowd                       | Tre sono troppi                          | MM    |                             | 10 dicembre 1932  |
| Bosko's Woodland Daze                 |                                          | LT    | Bosko, Bruno                | 17 dicembre 1932  |

## 1933
| Titolo originale                   | Titolo italiano                          | Serie | Regista                     | Personaggi                  | Data di uscita    |
| ---------------------------------- | ---------------------------------------- | ----- | --------------------------- | --------------------------- | ----------------- |
| The Shanty Where Santy Claus Lives | La capanna dove vive Babbo Natale        | MM    | Rudolf Ising                |                             | 7 gennaio 1933    |
| Bosko in Dutch                     |                                          | LT    | Hugh Harman e Friz Freleng  | Bosko, Bruno, Honey, Wilbur | 14 gennaio 1933   |
| One Step Ahead of My Shadow        | La vergine del drago                     | MM    | Rudolf Ising                |                             | 4 febbraio 1933   |
| Bosko in Person                    |                                          | LT    | Hugh Harman e Friz Freleng  | Bosko, Honey                | 11 febbraio 1933  |
| Young and Healthy                  | Un re annoiato                           | MM    | Rudolf Ising                |                             | 4 marzo 1933      |
| Bosko the Speed King               | Attenti alle curve                       | LT    | Hugh Harman                 | Bosko, Honey                | 11 marzo 1933     |
| The Organ Grinder                  | Il suonatore e la scimmia                | MM    | Rudolf Ising                |                             | 8 aprile 1933     |
| Bosko's Knight-Mare                |                                          | LT    | Hugh Harman                 | Bosko, Bruno, Honey         | 29 aprile 1933    |
| Wake Up the Gypsy in Me            | Risvegliate lo zingaro che è in me       | MM    | Rudolf Ising                |                             | 13 maggio 1933    |
| Bosko the Sheep-Herder             | Chi si fa pecora                         | LT    | Hugh Harman                 | Bosko, Bruno, Honey         | 3 giugno 1933     |
| I Like Mountain Music              | Mi piace la musica di montagna           | MM    | Rudolf Ising                |                             | 10 giugno 1933    |
| Beau Bosko                         | Il predone del Sahara                    | LT    | Hugh Harman e Friz Freleng  | Bosko, Honey                | 1º luglio 1933    |
| Shuffle Off to Buffalo             |                                          | MM    | Rudolf Ising e Friz Freleng |                             | 8 luglio 1933     |
| Bosko's Mechanical Man             | L'uomo meccanico                         | LT    | Hugh Harman                 | Bosko, Bruno, Honey         | 29 luglio 1933    |
| The Dish Ran Away with the Spoon   | Il piattino è scappato con il cucchiaino | MM    | Rudolf Ising                |                             | 5 agosto 1933     |
| Bosko the Musketeer                | I tre moschettieri                       | LT    | Hugh Harman                 | Bosko, Bruno, Honey         | 12 agosto 1933    |
| Bosko's Picture Show               |                                          | LT    | Hugh Harman e Friz Freleng  | Bosko, Bruno, Honey         | 26 agosto 1933    |
| We're in the Money                 | Festa ai grandi magazzini                | MM    | Rudolf Ising                |                             | 26 agosto 1933    |
| Buddy's Day Out                    |                                          | LT    | Tom Palmer                  | Buddy, Cookie               | 2 settembre 1933  |
| I've Got to Sing a Torch Song      |                                          | MM    | Tom Palmer                  |                             | 23 settembre 1933 |
| Buddy's Beer Garden                |                                          | LT    | Earl Duvall                 | Buddy, Cookie               | 11 novembre 1933  |
| Buddy's Show Boat                  |                                          | LT    | Earl Duvall                 | Buddy, Cookie               | 9 dicembre 1933   |
| Sittin' on a Backyard Fence        |                                          | MM    | Earl Duvall                 |                             | 16 dicembre 1933  |

## 1934
Quest'anno segna l'inizio della produzione di corti a colori. Per quest'anno, la maggior parte sarebbero state ancora in bianco e nero fino a Rhythm in the Bow.
| Titolo originale              | Titolo italiano         | Serie | Regista       | Personaggi    | Data di uscita   |
| ----------------------------- | ----------------------- | ----- | ------------- | ------------- | ---------------- |
| Buddy the Gob                 |                         | LT    | Friz Freleng  | Buddy         | 13 gennaio 1934  |
| Pettin' in the Park           | Baciami nel parco       | MM    | Bernard Brown |               | 27 gennaio 1934  |
| Honeymoon Hotel               | L'albergo degli sposi   | MM    | Earl Duvall   |               | 17 febbraio 1934 |
| Buddy and Towser              |                         | LT    | Friz Freleng  | Buddy         | 24 febbraio 1934 |
| Buddy's Garage                |                         | LT    | Earl Duvall   | Buddy, Cookie | 14 aprile 1934   |
| Beauty and the Beast          | La bella e la bestia    | MM    | Friz Freleng  |               | 14 aprile 1934   |
| Those Were Wonderful Days     |                         | MM    | Bernard Brown |               | 26 aprile 1934   |
| Buddy's Trolley Troubles      |                         | LT    | Friz Freleng  | Buddy, Cookie | 5 maggio 1934    |
| Goin' to Heaven on a Mule     |                         | MM    | Friz Freleng  |               | 19 maggio 1934   |
| Buddy of the Apes             | Lui e le scimmie        | LT    | Ben Hardaway  | Buddy, Cookie | 26 maggio 1934   |
| How Do I Know It's Sunday     |                         | MM    | Friz Freleng  |               | 9 giugno 1934    |
| Buddy's Bearcats              |                         | LT    | Jack King     | Buddy, Cookie | 16 giugno 1934   |
| Why Do I Dream Those Dreams   |                         | MM    | Friz Freleng  |               | 30 giugno 1934   |
| The Girl at the Ironing Board |                         | MM    | Friz Freleng  |               | 23 agosto 1934   |
| The Miller's Daughter         |                         | MM    | Friz Freleng  |               | 6 ottobre 1934   |
| Shake Your Powder Puff        |                         | MM    | Friz Freleng  |               | 17 ottobre 1934  |
| Buddy the Detective           |                         | LT    | Jack King     |               | 17 ottobre 1934  |
| Rhythm in the Bow             |                         | MM    | Ben Hardaway  |               | 20 ottobre 1934  |
| Buddy the Woodsman            |                         | LT    | Jack King     | Buddy, Cookie | 27 ottobre 1934  |
| Buddy's Circus                | È arrivato il circo     | LT    | Jack King     | Buddy         | 8 novembre 1934  |
| Those Beautiful Dames         | Quelle bellissime donne | MM    | Friz Freleng  |               | 10 novembre 1934 |
| Buddy's Adventures            |                         | LT    | Ben Hardaway  | Buddy, Cookie | 17 novembre 1934 |
| Pop Goes Your Heart           | Un colpo al cuore       | MM    | Friz Freleng  |               | 8 dicembre 1934  |
| Viva Buddy                    |                         | LT    | Jack King     |               | 12 dicembre 1934 |
| Buddy the Dentist             |                         | LT    | Ben Hardaway  | Buddy, Cookie | 15 dicembre 1934 |

## 1935
Tutte le Merrie Melodies sono in Technicolor a due colori.
| Titolo originale         | Titolo italiano                 | Serie | Regista      | Personaggi                                                       | Data di uscita    |
| ------------------------ | ------------------------------- | ----- | ------------ | ---------------------------------------------------------------- | ----------------- |
| Buddy of the Legion      |                                 | LT    | Ben Hardaway | Buddy                                                            | 9 gennaio 1935    |
| Mr. and Mrs. Is the Name | Si chiamano signore e signora   | MM    | Friz Freleng | Buddy                                                            | 19 gennaio 1935   |
| Buddy's Theatre          |                                 | LT    | Ben Hardaway | Buddy, Cookie                                                    | 8 febbraio 1935   |
| Country Boy              | Peter il ragazzaccio            | MM    | Friz Freleng |                                                                  | 9 febbraio 1935   |
| I Haven't Got a Hat      | Piccoli artisti                 | MM    | Friz Freleng | Beans, Ham and Ex, Little Kitty, Oliver Owl, Miss Cud, Porky Pig | 2 marzo 1935      |
| Buddy's Pony Express     |                                 | LT    | Ben Hardaway | Buddy, Cookie                                                    | 9 marzo 1935      |
| Buddy in Africa          |                                 | LT    | Ben Hardaway | Buddy                                                            | 13 aprile 1935    |
| Along Flirtation Walk    | Il viale dell'amore             | MM    | Friz Freleng |                                                                  | 20 aprile 1935    |
| My Green Fedora          | Attenti alla talpa              | MM    | Friz Freleng |                                                                  | 4 maggio 1935     |
| Buddy's Lost World       |                                 | LT    | Jack King    | Buddy                                                            | 18 maggio 1935    |
| Buddy's Bug Hunt         |                                 | LT    | Jack King    | Buddy                                                            | 6 giugno 1935     |
| Into Your Dance          |                                 | MM    | Friz Freleng |                                                                  | 8 giugno 1935     |
| Buddy Steps Out          |                                 | LT    | Jack King    | Buddy, Cookie                                                    | 6 luglio 1935     |
| Country Mouse            | Mia nonna è una dura            | MM    | Friz Freleng |                                                                  | 13 luglio 1935    |
| The Merry Old Soul       | Il re buontempone               | MM    | Friz Freleng |                                                                  | 17 agosto 1935    |
| Buddy the Gee Man        |                                 | LT    | Jack King    | Buddy                                                            | 16 agosto 1935    |
| The Lady in Red          | La signora in rosso             | MM    | Friz Freleng |                                                                  | 7 settembre 1935  |
| A Cartoonist's Nightmare |                                 | LT    | Jack King    | Beans                                                            | 14 settembre 1935 |
| Little Dutch Plate       | Il sale, l'aceto e l'olandesina | MM    | Friz Freleng |                                                                  | 19 ottobre 1935   |
| Hollywood Capers         | Stramberie di Hollywood         | LT    | Jack King    | Beans, Little Kitty                                              | 19 ottobre 1935   |
| Gold Diggers of '49      |                                 | LT    | Tex Avery    | Beans, Little Kitty, Porky Pig                                   | 2 novembre 1935   |
| Billboard Frolics        | Un pulcino in pericolo          | MM    | Friz Freleng |                                                                  | 16 novembre 1935  |
| Flowers for Madame       | Fiori per signora               | MM    | Friz Freleng |                                                                  | 14 dicembre 1935  |

## 1936
Da quest'anno la serie Merrie Melodies adotta il Technicolor a 3 colori.
| Titolo originale                 | Titolo italiano               | Serie | Regista       | Personaggi                             | Data di uscita    |
| -------------------------------- | ----------------------------- | ----- | ------------- | -------------------------------------- | ----------------- |
| I Wanna Play House               | L'ingenuo e il furbacchione   | MM    | Friz Freleng  |                                        | 11 gennaio 1936   |
| The Phantom Ship                 |                               | LT    | Jack King     | Beans, Ham ed Ex                       | 1º febbraio 1936  |
| The Cat Came Back                | Pace in famiglia              | MM    | Friz Freleng  |                                        | 8 febbraio 1936   |
| Boom Boom                        |                               | LT    | Jack King     | Beans, Porky Pig                       | 29 febbraio 1936  |
| Page Miss Glory                  |                               | MM    | Tex Avery     |                                        | 7 marzo 1936      |
| Alpine Antics                    |                               | LT    | Jack King     | Beans, Porky Pig                       | 9 marzo 1936      |
| The Fire Alarm                   |                               | LT    | Jack King     | Ham ed Ex, Beans                       | 9 marzo 1936      |
| The Blow Out                     |                               | LT    | Tex Avery     | Porky                                  | 4 aprile 1936     |
| I'm a Big Shot Now               | Sono un pezzo grosso ora      | MM    | Friz Freleng  |                                        | 11 aprile 1936    |
| Westward Whoa                    |                               | LT    | Jack King     | Beans, Ham ed Ex, Kitty, Porky         | 25 aprile 1936    |
| Plane Dippy                      | Un aereo radiocomandato       | LT    | Tex Avery     | Porky, Beans, Little Kitty, Oliver Owl | 30 aprile 1936    |
| Let It Be Me                     | Radiopollaio                  | MM    | Friz Freleng  |                                        | 2 maggio 1936     |
| I'd Love to Take Orders From You | Lezioni di spaventapasseri    | MM    | Tex Avery     |                                        | 16 maggio 1936    |
| Fish Tales                       | Non è un lupo di mare?        | LT    | Jack King     | Porky                                  | 23 maggio 1936    |
| Bingo Crosbyana                  |                               | MM    | Friz Freleng  |                                        | 30 maggio 1936    |
| Shanghaied Shipmates             |                               | LT    | Jack King     | Porky                                  | 20 giugno 1936    |
| When I Yoo Hoo                   | Lassù sulla montagna          | MM    | Friz Freleng  |                                        | 27 giugno 1936    |
| Porky's Pet                      |                               | LT    | Jack King     | Porky                                  | 11 luglio 1936    |
| I Love to Singa                  | Nato per cantare              | MM    | Tex Avery     |                                        | 18 luglio 1936    |
| Porky the Rain-Maker             | Proiettili meteorologici      | LT    | Tex Avery     | Porky                                  | 1º agosto 1936    |
| Sunday Go to Meetin' Time        |                               | MM    | Friz Freleng  |                                        | 8 agosto 1936     |
| Porky's Poultry Plant            | La pianta delle galline       | LT    | Frank Tashlin | Porky                                  | 22 agosto 1936    |
| At Your Service Madame           | Ai suoi piedi milady          | MM    | Friz Freleng  | Piggy Hamhock                          | 29 agosto 1936    |
| Porky's Moving Day               | Una giornata movimentata      | LT    | Jack King     | Porky                                  | 12 settembre 1936 |
| Toy Town Hall                    | La pazza notte dei giocattoli | MM    | Friz Freleng  |                                        | 19 settembre 1936 |
| Milk and Money                   |                               | LT    | Tex Avery     | Porky                                  | 3 ottobre 1936    |
| Boulevardier from the Bronx      | Dizzy Dan galletto fanfarone  | MM    | Friz Freleng  |                                        | 10 ottobre 1936   |
| Don't Look Now                   | Non guardare adesso           | MM    | Tex Avery     |                                        | 7 novembre 1936   |
| Little Beau Porky                | Porky il bellissimo           | LT    | Frank Tashlin | Porky                                  | 14 novembre 1936  |
| The CooCoo Nut Grove             | Ballando fra le stelle        | MM    | Friz Freleng  |                                        | 28 novembre 1936  |
| The Village Smithy               | Il rude Smith                 | LT    | Tex Avery     | Porky                                  | 5 dicembre 1936   |
| Porky in the North Woods         | Porky nella foresta del nord  | LT    | Frank Tashlin | Porky                                  | 19 dicembre 1936  |

## 1937
| Titolo originale               | Titolo italiano                            | Serie | Regista         | Personaggi        | Data di uscita    |
| ------------------------------ | ------------------------------------------ | ----- | --------------- | ----------------- | ----------------- |
| He Was Her Man                 |                                            | MM    | Friz Freleng    |                   | 2 gennaio 1937    |
| Porky the Wrestler             | Lo sfidante                                | LT    | Tex Avery       | Porky Pig         | 9 gennaio 1937    |
| Pigs Is Pigs                   | Un maiale è un maiale                      | MM    | Friz Freleng    | Piggy Hamhock     | 30 gennaio 1937   |
| Porky's Road Race              | La corsa di Porky                          | LT    | Frank Tashlin   | Porky             | 6 febbraio 1937   |
| Picador Porky                  | Una giornata pacifica                      | LT    | Tex Avery       | Porky             | 27 febbraio 1937  |
| I Only Have Eyes For You       | Non ho occhi che per te                    | MM    | Tex Avery       |                   | 6 marzo 1937      |
| The Fella with a Fiddle        | Il topo evasore                            | MM    | Friz Freleng    |                   | 27 marzo 1937     |
| Porky's Romance                | Una storia d'amore                         | LT    | Frank Tashlin   | Petunia, Porky    | 3 aprile 1937     |
| She Was an Acrobat's Daughter  | Una serata al cinema                       | MM    | Friz Freleng    |                   | 10 aprile 1937    |
| Porky's Duck Hunt              | Caccia alle anatre                         | LT    | Tex Avery       | Daffy Duck, Porky | 17 aprile 1937    |
| Ain't We Got Fun               | Il festino dei topini                      | MM    | Tex Avery       |                   | 1º maggio 1937    |
| Porky and Gabby                | Un campeggio ritemprante                   | LT    | Ub Iwerks       | Gabby, Porky      | 15 maggio 1937    |
| Clean Pastures                 |                                            | MM    | Friz Freleng    |                   | 22 maggio 1937    |
| Uncle Tom's Bungalow           |                                            | MM    | Tex Avery       |                   | 5 giugno 1937     |
| Porky's Building               |                                            | LT    | Frank Tashlin   | Porky             | 19 giugno 1937    |
| Streamlined Greta Green        |                                            | MM    | Friz Freleng    |                   | 19 giugno 1937    |
| Sweet Sioux                    |                                            | MM    | Friz Freleng    |                   | 26 giugno 1937    |
| Porky's Super Service          |                                            | LT    | Ub Iwerks       | Porky             | 3 luglio 1937     |
| Egghead Rides Again            | Egghead va di nuovo a cavallo              | MM    | Tex Avery       | Egghead           | 17 luglio 1937    |
| Porky's Badtime Story          | Sonni perduti                              | LT    | Robert Clampett | Gabby, Porky      | 24 luglio 1937    |
| Plenty of Money and You        | Un mucchio di soldi e te                   | MM    | Friz Freleng    |                   | 31 luglio 1937    |
| Porky's Railroad               | La rivincita di un treno in rovina         | LT    | Frank Tashlin   | Porky             | 7 agosto 1937     |
| A Sunbonnet Blue               | Una cuffietta da sole blu                  | MM    | Tex Avery       |                   | 21 agosto 1937    |
| Get Rich Quick Porky           | Un terreno che vale oro                    | LT    | Robert Clampett | Gabby, Porky      | 28 agosto 1937    |
| Speaking of the Weather        |                                            | MM    | Frank Tashlin   |                   | 4 settembre 1937  |
| Porky's Garden                 | La fiera di Podunk                         | LT    | Tex Avery       | Porky             | 11 settembre 1937 |
| Dog Daze                       | Mostra canina                              | MM    | Friz Freleng    |                   | 18 settembre 1937 |
| I Wanna Be a Sailor            | Voglio essere un marinaio                  | MM    | Tex Avery       |                   | 25 settembre 1937 |
| Rover's Rival                  | Armi ruggenti                              | LT    | Robert Clampett | Porky             | 9 ottobre 1937    |
| The Lyin' Mouse                | Il topo bugiardo                           | MM    | Friz Freleng    |                   | 16 ottobre 1937   |
| The Case of the Stuttering Pig | Le ultime volontà dello zio                | LT    | Frank Tashlin   | Petunia, Porky    | 30 ottobre 1937   |
| Little Red Walking Hood        | Cappuccetto Rosso a passeggio per il bosco | MM    | Tex Avery       | Egghead           | 6 novembre 1937   |
| Porky's Double Trouble         |                                            | LT    | Frank Tashlin   | Petunia, Porky    | 13 novembre 1937  |
| The Woods Are Full Of Cuckoos  | Questo pazzo, pazzo bosco                  | MM    | Frank Tashlin   |                   | 4 dicembre 1937   |
| Porky's Hero Agency            | Il destatuizzatore                         | LT    | Robert Clampett | Porky             | 4 dicembre 1937   |
| September in the Rain          | Settembre sotto la pioggia                 | MM    | Friz Freleng    |                   | 18 dicembre 1937  |

## 1938
| Titolo originale              | Titolo italiano                          | Serie | Regista                  | Personaggi     | Data di uscita    |
| ----------------------------- | ---------------------------------------- | ----- | ------------------------ | -------------- | ----------------- |
| Daffy Duck & Egghead          | Caccia all'anatra                        | MM    | Tex Avery                | Daffy, Egghead | 1º gennaio 1938   |
| Porky's Poppa                 | Nella vecchia fattoria                   | LT    | Robert Clampett          | Porky          | 15 gennaio 1938   |
| My Little Buckeroo            |                                          | MM    | Friz Freleng             |                | 29 gennaio 1938   |
| Porky at the Crocadero        |                                          | LT    | Frank Tashlin            | Porky          | 5 febbraio 1938   |
| Jungle Jitters                |                                          | MM    | Friz Freleng             |                | 19 febbraio 1938  |
| What Price Porky              |                                          | LT    | Bob Clampett             | Daffy, Porky   | 26 febbraio 1938  |
| The Sneezing Weasel           | Pulcini raffreddati                      | MM    | Tex Avery                |                | 12 marzo 1938     |
| Porky's Phoney Express        | Portalettere a cavallo                   | LT    | Cal Howard, Cal Dalton   | Porky          | 19 marzo 1938     |
| A Star Is Hatched             | È nata una stella                        | MM    | Friz Freleng             |                | 2 aprile 1938     |
| Porky's Five & Ten            | Pesci pescatori                          | LT    | Bob Clampett             | Porky          | 16 aprile 1938    |
| The Penguin Parade            | La parata dei pinguini                   | MM    | Tex Avery                |                | 23 aprile 1938    |
| Porky's Hare Hunt             | Un coniglio imprendibile                 | LT    | Ben Hardaway             | Porky Pig      | 30 aprile 1938    |
| Now That Summer Is Gone       | Ora che è finita l'estate                | MM    | Frank Tashlin            |                | 14 maggio 1938    |
| Injun Trouble                 | L'invincibile Joe                        | LT    | Bob Clampett             | Porky          | 21 maggio 1938    |
| The Isle of Pingo Pongo       |                                          | MM    | Tex Avery                | Egghead        | 28 maggio 1938    |
| Porky the Fireman             | Eroici pompieri                          | LT    | Frank Tashlin            | Porky          | 4 giugno 1938     |
| Katnip Kollege                | L'università dei gatti                   | MM    | Cal Dalton, Cal Howard   |                | 11 giugno 1938    |
| Porky's Party                 | Una festa di compleanno                  | LT    | Bob Clampett             | Porky          | 25 giugno 1938    |
| Have You Got Any Castles?     | Hai avuto un castello                    | MM    | Frank Tashlin            |                | 25 giugno 1938    |
| Love and Curses               | Amori e guai                             | MM    | Ben Hardaway, Cal Dalton |                | 9 luglio 1938     |
| Cinderella Meets Fella        | Cenerentola al ballo del re              | MM    | Tex Avery                | Elmer Fudd     | 23 luglio 1938    |
| Porky's Spring Planting       | Un piatto di ortaggi                     | LT    | Frank Tashlin            | Porky          | 25 luglio 1938    |
| Porky & Daffy                 | Porky e Daffy                            | LT    | Bob Clampett             | Daffy, Porky   | 6 agosto 1938     |
| The Major Lied 'Til Dawn      | Il maggiore le spara grosse              | MM    | Frank Tashlin            |                | 13 agosto 1938    |
| Wholly Smoke                  | La via del tabacco                       | LT    | Frank Tashlin            | Porky          | 27 agosto 1938    |
| A-Lad-In Bagdad               |                                          | MM    | Cal Howard, Cal Dalton   | Egghead        | 27 agosto 1938    |
| Cracked Ice                   | Gara di pattinaggio                      | MM    | Frank Tashlin            |                | 10 settembre 1938 |
| A Feud There Was              | La guerra dei vicini                     | MM    | Tex Avery                | Egghead        | 24 settembre 1938 |
| Porky in Wackyland            | Porky in Strambilandia                   | LT    | Bob Clampett             | Porky          | 24 settembre 1938 |
| Little Pancho Vanilla         | Pancho Vanilla aspirante torero          | MM    | Frank Tashlin            |                | 8 ottobre 1938    |
| Porky's Naughty Nephew        | Un tesoro di nipotino                    | LT    | Bob Clampett             | Porky          | 15 ottobre 1938   |
| Johnny Smith and Poker-Huntas |                                          | MM    | Tex Avery                | Egghead        | 22 ottobre 1938   |
| Porky in Egypt                |                                          | LT    | Bob Clampett             | Porky          | 5 novembre 1938   |
| You're an Education           | Il mondo della rivista                   | MM    | Frank Tashlin            |                | 5 novembre 1938   |
| The Night Watchman            | Il guardiano notturno                    | MM    | Chuck Jones              |                | 19 novembre 1938  |
| The Daffy Doc                 | L'assistente mattacchione                | LT    | Bob Clampett             | Daffy, Porky   | 26 novembre 1938  |
| Daffy Duck in Hollywood       | Daffy Duck a Hollywood                   | MM    | Tex Avery                | Daffy          | 12 dicembre 1938  |
| Porky the Gob                 | Il sottomarino pirata                    | LT    | Ben Hardaway, Cal Dalton | Porky          | 17 dicembre 1938  |
| Count Me Out                  | Conto alla rovescia                      | MM    | Ben Hardaway, Cal Dalton | Egghead        | 17 dicembre 1938  |
| The Mice Will Play            | Quando il dottore non c'è i topi ballano | MM    | Tex Avery                |                | 31 dicembre 1938  |

## 1939
| Titolo originale            | Titolo italiano                       | Serie | Regista                  | Personaggi                    | Data di uscita    |
| --------------------------- | ------------------------------------- | ----- | ------------------------ | ----------------------------- | ----------------- |
| The Lone Stranger and Porky | Il cavaliere sconosciuto              | LT    | Bob Clampett             | Porky                         | 7 gennaio 1939    |
| Dog Gone Modern             | I cani diventano moderni              | MM    | Chuck Jones              | Two Curious Puppies           | 14 gennaio 1939   |
| It's an Ill Wind            | A pesca di spaventi                   | LT    | Ben Hardaway, Cal Dalton | Porky                         | 28 gennaio 1939   |
| Hamateur Night              | La serata del dilettante              | MM    | Tex Avery                | Egghead                       | 28 gennaio 1939   |
| Robin Hood Makes Good       | Chi sarà Robin Hood?                  | MM    | Chuck Jones              |                               | 11 febbraio 1939  |
| Porky's Tire Trouble        | Cane di gomma                         | LT    | Bob Clampett             | Porky                         | 18 febbraio 1939  |
| Gold Rush Daze              |                                       | MM    | Ben Hardaway, Cal Dalton |                               | 25 febbraio 1939  |
| A Day at the Zoo            |                                       | MM    | Tex Avery                | Egghead                       | 11 marzo 1939     |
| Porky's Movie Mystery       |                                       | LT    | Bob Clampett             | Porky                         | 11 marzo 1939     |
| Prest-O Change-O            | Trucchi e magia                       | MM    | Chuck Jones              | Two Curious Puppies           | 25 marzo 1939     |
| Chicken Jitters             | Una facile preda                      | LT    | Bob Clampett             | Porky                         | 1º aprile 1939    |
| Bars and Stripes Forever    | Una vita dietro le sbarre             | MM    | Ben Hardaway, Cal Dalton |                               | 8 aprile 1939     |
| Daffy Duck and the Dinosaur | Un papero all'età della pietra        | MM    | Chuck Jones              | Daffy                         | 22 aprile 1939    |
| Porky and Teabiscuit        | Biscotto da tè                        | LT    | Ben Hardaway, Cal Dalton | Porky                         | 29 aprile 1939    |
| Thugs with Dirty Mugs       | Criminali con brutti musi             | MM    | Tex Avery                |                               | 6 maggio 1939     |
| Kristopher Kolumbus Jr.     | La scoperta dell'America              | LT    | Bob Clampett             | Porky                         | 13 maggio 1939    |
| Naughty But Mice            | Il rasoio raffreddato                 | MM    | Chuck Jones              | Sniffles                      | 20 maggio 1939    |
| Believe It or Else          | Che ci crediate o no                  | MM    | Tex Avery                | Egghead                       | 3 giugno 1939     |
| Polar Pals                  | L'abominevole cacciatore delle nevi   | LT    | Bob Clampett             | Porky                         | 3 giugno 1939     |
| Hobo Gadget Band            | Gadget band dei vagabondi             | MM    | Ben Hardaway, Cal Dalton |                               | 17 giugno 1939    |
| Scalp Trouble               |                                       | LT    | Bob Clampett             | Daffy, Porky                  | 24 giugno 1939    |
| Old Glory                   | Lezione di storia                     | MM    | Chuck Jones              | Porky                         | 1º luglio 1939    |
| Porky's Picnic              | Un picnic col frugoletto              | LT    | Bob Clampett             | Petunia, Porky                | 15 luglio 1939    |
| Dangerous Dan McFoo         | Il pericoloso Dan McFoo               | MM    | Tex Avery                |                               | 15 luglio 1939    |
| Snowman's Land              | Volontario nella neve                 | MM    | Chuck Jones              |                               | 29 luglio 1939    |
| Wise Quacks                 |                                       | LT    | Bob Clampett             | Daffy, Porky                  | 5 agosto 1939     |
| Hare-um Scare-um            | Cose da pazzi                         | MM    | Ben Hardaway, Cal Dalton | Bugs Bunny                    | 12 agosto 1939    |
| Detouring America           | Un lungo giro per l'America           | MM    | Tex Avery                |                               | 26 agosto 1939    |
| Little Brother Rat          | Il piccolo Sniffles trova un fratello | MM    | Chuck Jones              | Sniffles                      | 2 settembre 1939  |
| Porky's Hotel               | Pace e beatitudine                    | LT    | Bob Clampett             | Porky                         | 2 settembre 1939  |
| Sioux Me                    | Il mago della pioggia                 | MM    | Ben Hardaway, Cal Dalton |                               | 9 settembre 1939  |
| Land of the Midnight Fun    | Voglia di emozioni                    | MM    | Tex Avery                |                               | 23 settembre 1939 |
| Jeepers Creepers            | Un fantasma mattacchione              | LT    | Bob Clampett             | Porky                         | 23 settembre 1939 |
| Naughty Neighbors           | Trattato di pace                      | LT    | Bob Clampett             | Petunia, Porky, Daffy (cameo) | 7 ottobre 1939    |
| The Little Lion Hunter      |                                       | MM    | Chuck Jones              | Inki                          | 7 ottobre 1939    |
| The Good Egg                | L'uovo a sorpresa                     | MM    | Chuck Jones              |                               | 21 ottobre 1939   |
| Pied Piper Porky            | Un piffero, un gatto e un topo        | LT    | Bob Clampett             | Porky                         | 4 novembre 1939   |
| Fresh Fish                  | Cinquemila leghe sotto i mari         | MM    | Tex Avery                |                               | 4 novembre 1939   |
| Fagin's Freshman            |                                       | MM    | Ben Hardaway, Cal Dalton |                               | 18 novembre 1939  |
| Porky the Giant Killer      | Il gigante e il suo bambino           | LT    | Ben Hardaway, Cal Dalton | Porky                         | 18 novembre 1939  |
| Sniffles and the Bookworm   | Sniffles in mezzo ai libri            | MM    | Chuck Jones              | Sniffles                      | 2 dicembre 1939   |
| Screwball Football          | Il football americano strampalato     | MM    | Tex Avery                |                               | 16 dicembre 1939  |
| The Film Fan                | Cinema che passione                   | LT    | Bob Clampett             | Porky                         | 16 dicembre 1939  |
| The Curious Puppy           | Puppy al luna park                    | MM    | Chuck Jones              | Two Curious Puppies           | 30 dicembre 1939  |